# Harry Wu

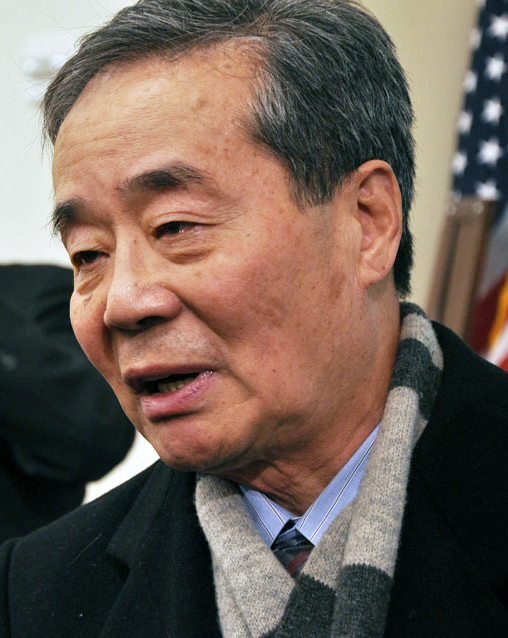
Harry Wu in 2011

Harry Wu (Chinees: Wu Hongda 吳弘達) (Shanghai, 8 februari 1937 – Honduras, 26 april 2016) was een mensenrechtenactivist uit de Volksrepubliek China. Wu woonde uiteindelijk in de Verenigde Staten, maar had tevoren 19 jaar doorgebracht in Chinese werkkampen, de zogeheten laogai. Hij is het die het woord "laogai" in het Westen bekendheid heeft gegeven als Chinees equivalent van de goelag uit de sovjettijd.

## Biografie
Wu werd geboren in Shanghai. Hij studeerde geologie in Peking, waar hij in 1956 voor het eerst gearresteerd werd wegens het uiten van kritiek op de Chinese Communistische Partij, tijdens de kortstondige periode van liberalisatie, die bekendstaat onder de naam "Laat Honderd Bloemen Bloeien". In 1960 werd hij als "contrarevolutionair" gestuurd naar een "heropvoedingskamp". Hij zou in totaal 19 jaren doorbrengen in 12 verschillende kampen, waar hij zware dwangarbeid moest verrichten in kolenwinning, wegenbouw, landontginning en akkerbouw. 
Harry Wu zelf heeft verklaard dat hij werd geslagen, gefolterd en bijna doodgehongerd, en dat hij ook met eigen ogen heeft kunnen zien hoe vele andere gevangenen om het leven kwamen ten gevolge van mishandeling, honger of zelfmoord. 
In 1979 werd Harry Wu in vrijheid gesteld tijdens de liberalisering die volgde op de dood van Mao Zedong. In 1985 verliet Wu zijn eigen land en ging naar de Verenigde Staten, waar hij gasthoogleraar in de geologie werd aan de Universiteit van Berkeley in Californië. Daar begon hij ook te schrijven over zijn ervaringen in China. In 1992 nam hij afscheid van de universiteit om zich uitsluitend te wijden aan de zaak van de mensenrechten in zijn land van herkomst. Hij richtte de Laogai Research Foundation op, een organisatie die onderzoek doet naar de situatie van de rechten van de mens in China en die ook de resultaten van dit onderzoek publiceert. Het werk van deze stichting wordt algemeen erkend als een van de belangrijkste bronnen van informatie over de arbeidskampen in China. 
Harry Wu heeft over deze onderzoeksresultaten verslag uitgebracht op hoorzittingen van diverse commissies van het Amerikaans Congres, de parlementen van het Verenigd Koninkrijk, Duitsland en Australië en het Europees Parlement en ook ten overstaan van de Verenigde Naties.
In 1995 werd Wu, die inmiddels Amerikaans staatsburger was geworden, gearresteerd toen hij China inreisde zonder geldig visum. Hij werd door de Chinese regering ruim twee maanden vastgehouden en vervolgens in een showproces tot 15 jaar gevangenisstraf veroordeeld wegens het "verraden van staatsgeheimen". Onder internationale druk werd hij echter spoedig weer in vrijheid gesteld, maar wel op voorwaarde dat hij China onmiddellijk zou verlaten.
Wu heeft voor zijn activiteiten ten gunste van de mensenrechten verschillende internationale onderscheidingen en enkele eredoctoraten ontvangen. In 1996 ontving hij de Geuzenpenning. Hij werd directeur van de Laogai Research Foundation en het China Information Center. Beide organisaties zijn gevestigd in de agglomeratie van Washington D.C. en ontvangen hun financiering hoofdzakelijk van de National Endowment for Democracy.
Hij overleed op 79-jarige leeftijd in Honduras, tijdens een vakantie door Midden-Amerika.